# Venterol, Alpes-de-Haute-Provence
Venterol är en kommun i departementet Alpes-de-Haute-Provence i regionen Provence-Alpes-Côte d'Azur i sydöstra Frankrike. Kommunen ligger  i kantonen Turriers som ligger i arrondissementet Forcalquier. År 2022 hade Venterol 226 invånare.

## Befolkningsutveckling
Antalet invånare i kommunen Venterol
Referens: INSEE